# Botschaft der Demokratischen Republik Kongo in Berlin

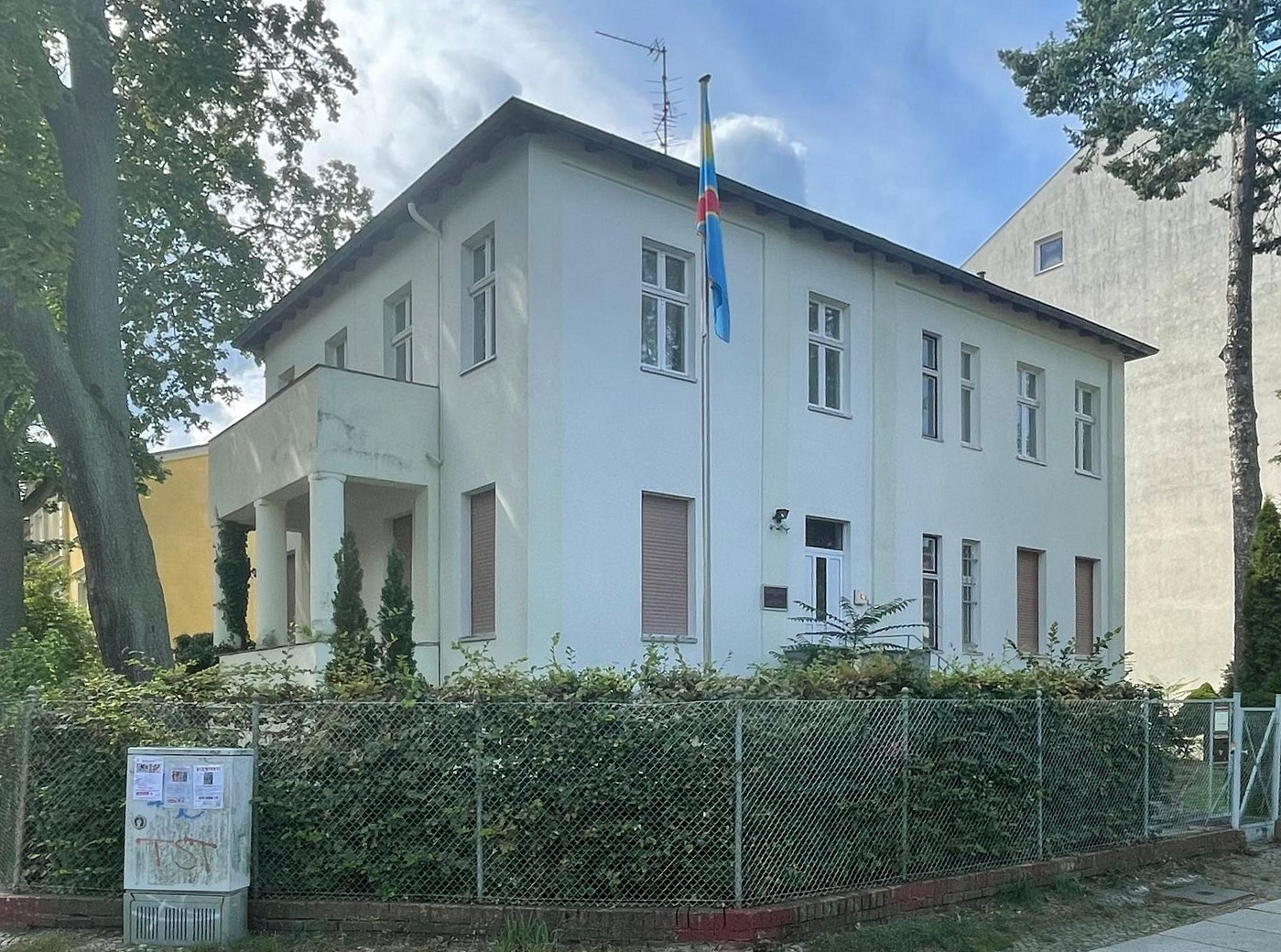
Botschaft Ulmenallee 42a

Die Botschaft der Demokratischen Republik Kongo in Berlin ist die diplomatische Vertretung der Demokratischen Republik Kongo in Deutschland. Sie hat ihren Sitz in der Ulmenallee 42a im Ortsteil Westend des Bezirks Charlottenburg-Wilmersdorf.
Botschafterin ist seit dem 30. Mai 2024 Louise Nzanga Ramazani.
Die Demokratische Republik Kongo unterhält Honorarkonsulat in Düsseldorf und Bohmte.

## Geschichte der diplomatischen Beziehungen
Die ehemalige Kolonie Belgisch-Kongo wurde am 30. Juni 1960 unabhängig. Von 1971 bis 1997 hieß der Staat Zaire, seitdem trägt er seinen heutigen Namen.
Am Tag der Unabhängigkeitserklärung 1960 nahmen der neue Staat und die Bundesrepublik Deutschland diplomatische Beziehungen auf. Die Botschaft hatte ihren Sitz Im Meisengarten 133 in Bonn-Bad Godesberg. Wegen des Umzugs von Bundestag und Regierung nach Berlin verlegte auch die Botschaft der Demokratischen Republik Kongo ihren Sitz in die neue deutsche Hauptstadt und verkaufte im Jahr 2010 das Gebäude in Bonn. Die Botschaft in Berlin befindet sich in der Ulmenallee 42a im Ortsteil Westend.
Seit dem 18. Dezember 1972 bestanden diplomatische Beziehungen zwischen Zaire und der DDR. Sie endeten mit der deutschen Wiedervereinigung im Jahr 1990. Die Botschaft befand sich in der Ost-Berliner Otto-Grotewohl-Straße 3a (seit 1993 Wilhelmstraße 66) in Berlin-Mitte.

## Botschafter
- 11. November 2009: Clémentine Shakembo Kamanga
- 5. November 2018: Jeannot Tshoha Letamba[7]
- 30. Mai 2024: Louise Nzanga Ramazani[8]

## Gebäude
Das Botschaftsgebäude ist eine zweistöckige Villa in der Ulmenallee 42a Ecke Kirschenallee in Berlin-Westend.